# Семенович, Анна Григорьевна
А́нна Григо́рьевна Семено́вич (род. 1 марта 1980, Москва, СССР) — российская актриса, эстрадная певица, мастер спорта России международного класса, фигуристка, теле- и радиоведущая. Одна из бывших солисток группы «Блестящие» (2003—2007).

## Биография

### Спортивная карьера
Фигурным катанием Анна Семенович занималась с трёхлетнего возраста. Окончив школу, поступила в Московскую государственную академию физической культуры. Тренерами Анны были заслуженный тренер СССР Елена Чайковская, заслуженный тренер России Наталья Линичук, заслуженный мастер спорта, заслуженный тренер России Геннадий Карпоносов. Выступала в парах с Денисом Самохиным (1992—1994), Максимом Качановым, Владимиром Фёдоровым (1995—1999) и Романом Костомаровым (1999—2000).
Впервые 14-летняя Семенович приняла участие в чемпионате мира по фигурному катанию среди юниоров в декабре 1992 года в Сеуле, Южная Корея, где в паре с Денисом Самохиным заняла восьмое место.
Неоднократно завоёвывала призовые места на международных соревнованиях. Пара Анна Семенович — Роман Костомаров под руководством Натальи Линичук становилась серебряными призёрами чемпионата России (2000 год) и считалась вторым по силе российским дуэтом после пары Ирина Лобачёва — Илья Авербух. Мастер спорта России международного класса по фигурному катанию на коньках.

### Дальнейшая карьера
Вернувшись после трёх лет жизни в США, где она тренировалась, в Россию в возрасте 21 года, Анна Семенович отказалась от предложения войти в балет Игоря Бобрина, Натальи Бестемьяновой и Татьяны Тарасовой. Вместо этого через два месяца решила попробовать себя в музыке и создала при помощи продюсера Даниила Мишина музыкальный коллектив под названием «Ангелы Чарли». Хотя группа провела ряд успешных выступлений и выпустила клип с участием Марии Бутырской, вскоре из-за трудностей с финансами прекратила существование, а Семенович пригласили работать на телевидение.
Обладая неординарной внешностью и крупным бюстом, Анна Семенович неоднократно снималась для мужских журналов (Maxim, XXL, FHM, «Пингвин»). Бюст певицы, вызывающий особый интерес у «жёлтой прессы», по её словам, «достался от мамы».
Первоначально Семенович вела спортивные программы на «Третьем канале» и телеканале «7ТВ», затем была занята в музыкальной программе на «ТВС», а также программах «Утро» и «Ночь» на телеканале «СТС». В роли ведущей пилотной программы «Адреналин па-ти» на телеканале «СТС», брала интервью у группы «Блестящие» (в усечённом составе Фриске, Новикова, Ковальчук), после чего получила от продюсеров группы Андрея Грозного и Андрея Шлыкова предложение присоединиться к её составу. Анна Семенович отказалась от работы на телеканале «Муз-ТВ» и начала свою карьеру в «Блестящих».
Снималась в кино и на телевидении: в телесериалах «Холостяки» (2004), «Бальзаковский возраст, или все мужики сво…» (2004), «Обречённая стать звездой» (2005), «Студенты» (2005) и «Клуб» (2006), фильмах «Ирония судьбы. Продолжение» (2007), «Гитлер капут!» (2008), телевизионном сатирическом журнале «Фитиль» (2005, выпуск № 65, сюжет «Фильм! Фильм! Фильм!»), комедийном телесериале «Вся такая внезапная», в котором Семенович играет главную роль. В конце октября 2009 года вышел в свет фильм с участием Анны Семенович «Укрощение строптивых».
В 2006 году приняла участие в телешоу «Звёзды на льду», выходившем на «Первом канале» российского телевидения. Предполагалось, что её партнёром станет телеведущий Андрей Малахов, но от участия в программе он отказался, и Анна Семенович выступала в паре с Вячеславом Разбегаевым. В итоге пара заняла седьмое место. Вскоре после участия в телешоу Семенович объявила об уходе из «Блестящих».
В 2007 году Анна Семенович приняла участие в телешоу «Ледниковый период», выходившем на Первом канале российского телевидения. Её партнером был актёр Алексей Макаров. Затем участвовала в телешоу «Ледниковый период-2». Партнёром сначала был певец Алексей Кортнев, но из-за травмы он не смог продолжить участие, и его заменили на фехтовальщика Павла Колобкова, с которым Анна продолжила участие. В третьем сезоне шоу, в 2009 году, участвовала в паре с актёром Вадимом Колгановым.
29 сентября 2010 года Анна Семенович приняла участие в программе «КВН» вместе с Сергеем Лазаревым в рамках выступления команды «Триод и Диод» (сценка с участием Максима Киселёва).
В 2010—2015 годах в паре с Михаилом Плотниковым вела кулинарное шоу «Барышня и кулинар» на телеканале «ТВ Центр».
Также в 2010—2011 гг. приняла участие в реалити-шоу «Жена напрокат», который стартовал 18 декабря на телеканале «Муз-ТВ».
В 2014 году вместе с Виктором Логиновым провела первый сезон реалити-шоу «Машина» на телеканале «Перец». С 26 сентября 2015 года по 18 июня 2016 года вместе с доктором Сергеем Бубновским вела передачу о здоровом образе жизни «Правила движения» на телеканале «Россия-1».
Снималась в рекламном ТВ-ролике препарата «Тонгкат Али Платинум», а также принимала участие в рекламной кампании мороженого «Эҡzo» (ролик с участием Анны Семенович под названием «Аня и фрукты» набрал более одного миллиона просмотров на YouTube).
В 2022 году участвовала шоу «Маска. Танцы» на телеканале «СТС», где скрывалась под маской Гадюки и участвовала в шоу «Аватар» на «НТВ», скрываясь под аватаром Снежной Королевы.

### Радио
С сентября 2011 года — ведущая программы «Дембельский альбом» на «Русском радио».

## Общественная позиция, санкции
В июле 2018 года Анна Семенович была внесена в базу «Миротворца» из-за посещения аннексированного Россией Крыма, «участия в попытках легализации аннексии АР Крым» и «сотрудничества с пророссийскими террористическими организациями», участия в пропагандистских мероприятиях против Украины.
Поддержала вторжение России на Украину. В 2022 году Семенович приняла участие в марафоне «Zа Россию» в поддержку нападения на Украину. Позднее Семенович была внесена ФБК в список коррупционеров и разжигателей войны с предложением введения против неё международных санкций из-за участия в концертах в поддержку войны против Украины.
1 июня 2022 года Латвия запретила Семенович въезд в страну из-за поддержки вторжения и оправдывания российской агрессии. 7 января 2023 года Украина внесла Семенович в санкционный список, так как она «выразила свою поддержку Российской Федерации.
В середине июня 2023 года поддержала и присоединилась к предложению выплачивать премию российским военным и гражданским за подбитые танки Leopard украинских военных из личных средств.

## Участие в спортивных соревнованиях
- 1992 — Чемпионат мира по фигурному катанию среди юниоров 1993 (Сеул, Южная Корея) — восьмое место (с Д. Самохиным)
- 1995 — NHK Trophy (Нагоя, Япония) — третье место (с В. Фёдоровым)
- 1996 — Finlandia Trophy (Хельсинки, Финляндия) — первое место (с В. Фёдоровым)
- 1996 — NHK Trophy (Осака, Япония) — седьмое место (с В. Фёдоровым)
- 1997 — Skate America (Детройт, США) — третье место (с В. Фёдоровым)
- 1997 — Finlandia Trophy (Хельсинки, Финляндия) — первое место (с В. Фёдоровым)
- 1998 — Trophee Lalique (Париж, Франция) — четвёртое место (с В. Фёдоровым)
- 1998 — Чемпионат России (Москва, Россия) — третье место (с В. Фёдоровым)
- 1998 — Чемпионат мира (Миннеаполис, США) — пятнадцатое место (с В. Фёдоровым)
- 1999 — Кубок России (Санкт-Петербург, Россия)
- 1999 — Чемпионат России (Москва, Россия) — четвёртое место (с В. Фёдоровым)
- 2000 — Чемпионат России (Москва, Россия) — второе место (с Р. Костомаровым)
- 2000 — Финал национального отбора (Россия)
- 2000 — Чемпионат Европы (Вена, Австрия) — десятое место (с Р. Костомаровым)
- 2000 — Чемпионат мира (Ницца, Франция) — тринадцатое место (с Р. Костомаровым)
- 2001 — Чемпионат России (Москва, Россия) — четвёртое место (с Д. Самохиным)

## Фильмография
- 2004 — Ночной Дозор — певица на концерте
- 2004 — Холостяки — Ксения
- 2005 — Дневной Дозор — певица на концерте
- 2005 — Студенты — эпизод
- 2005 — 2007 — Обречённая стать звездой — камео
- 2006 — Здрасьте, я ваше папо! — эпизод
- 2006 — Папа на все руки — Лиза
- 2006 — 2009 — Клуб — Анна, стервозная певица
- 2007 — Вся такая внезапная — Александра Стрелкина, журналистка
- 2007 — Ирония судьбы. Продолжение — эпизод (мама мальчика в аэропорту)
- 2008 — Гитлер капут! — Зина, радистка-подпольщица
- 2009 — Золотой ключик — кукла Маша
- 2009 — Укрощение строптивых — Марина
- 2010 — Вопрос чести — парикмахер
- 2010 — Клуб счастья — камео
- 2010 — Лимузин
- 2010 — Литейный (четвёртый сезон, пятая серия «Страсти по Андрею») — Алёна
- 2011 — Новые приключения Аладдина — невеста-красавица
- 2011 — Реальные пацаны (второй сезон) — камео
- 2011 — Товарищи полицейские («Беглец. Тринадцатый отдел», 22 серия) — Нина, любимая женщина Васи Скворцова
- 2012 — Большая ржака — Ульяна
- 2012 — Красная Шапочка — туристка
- 2012 — Ржевский против Наполеона — Острожская
- 2013 — Невидимки — дама с собачкой
- 2013 — Полярный рейс — ведущая ток-шоу
- 2013 — Три богатыря — заморская принцесса
- 2016 — Автошкола — камео
- 2017 — Доктор Рихтер — камео
- 2017 — Сальса — камео
- 2019 — Жизнь после жизни
- 2018 — Ивановы-Ивановы — камео
- 2020 — Любовь и монстры — певица
- 2020 — Новая жизнь Маши Солёновой — Алиса
- 2021 — Трудные подростки (новогодняя серия) — Анна Семенович, ведущая церемонии вручения премии «Волонтёр года»
- 2022 — Второе зрение — камео
- 2023 — Отмороженные — камео
- 2023 — Гардемарины 1787. Мир — Аннет, жена начальника заставы

### Дубляж
- 2008 — Кунг-фу панда — мастер Гадюка

## Дискография

### Альбомы в составе группы «Блестящие»
- 2003 — Апельсиновый рай
- 2005 — Восточные сказки

#### Альбомы и сборники, вышедшие после ухода из группы
- 2008 — Одноклассники
- 2016 — Best 20

### Сольные альбомы
- Слухи (2008) — AMUSIC Records Company, MOON Records

### Синглы в составе группы «Блестящие»
- 2003 — Апельсиновая песня
- 2004 — Новогодняя песня
- 2004 — Оперуполномоченный
- 2005 — Капитан дальнего плаванья
- 2005 — Пальмы парами
- 2005 — Брат мой десантник
- 2005 — Восточные сказки (совместно с Arash)
- 2006 — Агент 007

### Сольные синглы
| Год              | Название                               | Чарты                               | Чарты                              | Чарты                                       | Чарты                               | Чарты                             | Чарты                           | Чарты                               | Альбом      |
| Год              | Название                               | Россия и СНГ (TopHit Общий Топ-100) | Россия (TopHit Московский Топ-100) | Россия (TopHit Санкт-Петербургский Топ-100) | Украина (TopHit Украинский Топ-100) | Украина (TopHit Киевский Топ-100) | Радиочарт по заявкам TopHit 100 | Россия и СНГ (TopHit Общий годовой) | Альбом      |
| ---------------- | -------------------------------------- | ----------------------------------- | ---------------------------------- | ------------------------------------------- | ----------------------------------- | --------------------------------- | ------------------------------- | ----------------------------------- | ----------- |
| 2007             | «Вся такая внезапная»                  | 99                                  | —                                  | —                                           | —                                   | —                                 | 62                              | —                                   | Слухи       |
| 2008             | «На моря» (feat. Arash)                | 19                                  | 41                                 | —                                           | —                                   | 1                                 | 7                               | —                                   | Слухи       |
| 2008             | «Тирольская песня»                     | 70                                  | 108                                | —                                           | —                                   | 23                                | 173                             | —                                   | Слухи       |
| 2009             | «Жилка»                                | 67                                  | 91                                 | —                                           | —                                   | 188                               | 64                              | —                                   | Слухи       |
| 2009             | «Боже мой»                             | 30                                  | 23                                 | —                                           | —                                   | 143                               | 60                              | —                                   | без альбома |
| 2011             | «Не Мадонна»                           | 178                                 | —                                  | —                                           | 141                                 | 225                               | 65                              | —                                   | без альбома |
| «Обманутые люди» | 56                                     | 69                                  | 52                                 | 515                                         | 409                                 | 34                                | —                               |                                     | без альбома |
| 2012             | «За семью замками» (feat. Марсель)     | 66                                  | 102                                | —                                           | 680                                 | —                                 | 96                              | —                                   | без альбома |
| 2012             | «Июльское лето»                        | 65                                  | 106                                | —                                           | 167                                 | 688                               | 80                              | —                                   | без альбома |
| 2012             | «Любовь под облаками»                  | 57                                  | 66                                 | 88                                          | 73                                  | 98                                | 97                              | —                                   | без альбома |
| 2013             | «Анна»                                 | 60                                  | 102                                | —                                           | 12                                  | 14                                | 52                              | —                                   | без альбома |
| 2013             | «Без руля»                             | 157                                 | —                                  | —                                           | 83                                  | 128                               | 61                              | —                                   | без альбома |
| 2013             | «Такси»                                | 38                                  | 50                                 | —                                           | 40                                  | 48                                | 154                             | —                                   | без альбома |
| 2013             | «Несколько минут»                      | 199                                 | —                                  | —                                           | 646                                 | —                                 | 180                             | —                                   | без альбома |
| 2014             | «Отпусти»                              | 69                                  | 75                                 | —                                           | 32                                  | 53                                | 100                             | —                                   | без альбома |
| 2014             | «Я за тобой»                           | 48                                  | 39                                 | 62                                          | 485                                 | —                                 | 99                              | 50                                  | без альбома |
| 2015             | «25 часов» (feat. Дмитрий Маликов)     | 56                                  | 176                                | 85                                          | 503                                 | —                                 | 40                              | —                                   | без альбома |
| 2015             | «Отпусти» (Radio Edit)                 | 72                                  | 75                                 | —                                           | 25                                  | 49                                | 100                             | —                                   | без альбома |
| 2015             | «Boys» (feat. Артём Пиндюра)           | 58                                  | 103                                | —                                           | 679                                 | 932                               | 54                              | —                                   | без альбома |
| 2016             | «Не просто любовь»                     | 44                                  | 56                                 | —                                           | 587                                 | 923                               | 18                              | —                                   | без альбома |
| 2016             | «Привычка» (feat. Денис Клявер)        | 341                                 | —                                  | —                                           | —                                   | —                                 | 273                             | —                                   | без альбома |
| 2017             | «Хочу быть с тобой»                    | —                                   | —                                  | —                                           | —                                   | —                                 | —                               | —                                   | без альбома |
| 2017             | «Корпоратив»                           | —                                   | —                                  | —                                           | —                                   | —                                 | —                               | —                                   | без альбома |
| 2018             | «Стори»                                | —                                   | —                                  | —                                           | —                                   | —                                 | —                               | —                                   | без альбома |
| 2019             | «Хочешь»                               | —                                   | —                                  | —                                           | —                                   | —                                 | —                               | —                                   | без альбома |
| 2019             | «Секси бомбочка»                       | —                                   | —                                  | —                                           | —                                   | —                                 | —                               | —                                   | без альбома |
| 2020             | «Дети Земли» (feat. Митя Фомин)        | —                                   | —                                  | —                                           | —                                   | —                                 | —                               | —                                   | без альбома |
| 2020             | «Мани бой»                             | —                                   | —                                  | —                                           | —                                   | —                                 | —                               | —                                   | без альбома |
| 2021             | «Хочу»                                 | —                                   | —                                  | —                                           | —                                   | —                                 | —                               | —                                   | без альбома |
| 2021             | «Ищу мужа»                             | —                                   | —                                  | —                                           | —                                   | —                                 | —                               | —                                   | без альбома |
| 2021             | «Мандарины-Оливье» (feat. Бьянка)      | —                                   | —                                  | —                                           | —                                   | —                                 | —                               | —                                   | без альбома |
| 2022             | «Бумеранг» (feat. Слава)               | —                                   | —                                  | —                                           | —                                   | —                                 | —                               | —                                   | без альбома |
| 2022             | «Мой человек»                          | —                                   | —                                  | —                                           | —                                   | —                                 | —                               | —                                   | без альбома |
| 2023             | «В космос»                             | —                                   | —                                  | —                                           | —                                   | —                                 | —                               | —                                   | без альбома |
| 2024             | «Гладиолусы»                           | —                                   | —                                  | —                                           | —                                   | —                                 | —                               | —                                   |             |
| 2024             | «Красавица зима»                       | —                                   | —                                  | —                                           | —                                   | —                                 | —                               | —                                   |             |
| 2025             | «Девушки не заграничные» (feat. Слава) | -                                   | -                                  | -                                           | -                                   | -                                 | -                               | -                                   |             |

Знак «—» означает, что песня отсутствовала в чарте

## Клипы

### В составе группы «Ангелы Чарли»
| Год  | Клип                      |
| ---- | ------------------------- |
| 2001 | Непреднамеренное убийство |

### В составе группы «Блестящие»
| Год  | Клип                                  | Режиссёр         | Состав                                             |
| ---- | ------------------------------------- | ---------------- | -------------------------------------------------- |
| 2003 | Апельсиновая песня                    | Андрей Грозный   | Ж. Фриске, К. Новикова, Ю. Ковальчук, А. Семенович |
| 2004 | Новогодняя песня                      | Андрей Грозный   | К. Новикова, Ю. Ковальчук, А. Семенович, Н. Ручка  |
| 2005 | Пальмы парами                         | Андрей Грозный   | К. Новикова, Ю. Ковальчук, А. Семенович, Н. Ручка  |
| 2005 | Брат мой десантник                    | Марина Ламтеева  | К. Новикова, Ю. Ковальчук, А. Семенович, Н. Ручка  |
| 2005 | Восточные сказки (совместно с Арашем) | Александр Игудин | К. Новикова, Ю. Ковальчук, А. Семенович, Н. Ручка  |
| 2006 | Агент 007                             | Андрей Грозный   | К. Новикова, Ю. Ковальчук, А. Семенович, Н. Ручка  |

### Сольная карьера
| Год  | Клип                                           | Режиссёр                             |
| ---- | ---------------------------------------------- | ------------------------------------ |
| 2008 | «Война и мир» (совместно с Тимати)             | Константин Черепков                  |
| 2008 | «На моря» (совместно с Арашем)                 | неизвестно                           |
| 2008 | «Тирольская песня»                             | Алан Бадоев                          |
| 2009 | «Боже мой»                                     | Евгений Митрофанов                   |
| 2011 | «Не Мадонна»                                   | Евгений Митрофанов                   |
| 2011 | «Обманутые люди»                               | неизвестно                           |
| 2012 | «Июльское лето»                                | Сергей Ткаченко                      |
| 2012 | «Любовь под облаками»                          | Сергей Ткаченко                      |
| 2013 | «Анна»                                         | Андрей Чернышов                      |
| 2013 | «Такси»                                        | Сергей Ткаченко                      |
| 2014 | «Люби» (совместно с Мартом Бабаяном)           | Серж Габян                           |
| 2014 | «Я за тобой»                                   | Вилкс В.                             |
| 2015 | «Отпусти»                                      | Нина Дягилева, Данила Зотов          |
| 2015 | «Boys» (совместно с Артёмом Пиндюрой)          | Нина Дягилева, Данила Зотов, Ася Фри |
| 2016 | «Не просто любовь»                             | Александр Игудин                     |
| 2017 | «Хочу быть с тобой»                            | Алексей Воробьёв                     |
| 2018 | «Стори»                                        | Александр Игудин                     |
| 2019 | «Хочешь»                                       | Рустам Романов                       |
| 2019 | «Сексибомбочка»                                | неизвестно                           |
| 2020 | «Мани бой»                                     | Рустам Романов                       |
| 2021 | «Хочу»                                         | Артём Сотник                         |
| 2021 | «Ищу мужа»                                     | неизвестно                           |
| 2022 | «Бумеранг» (совместно со Славой)               | Александр Игудин                     |
| 2023 | «В космос»                                     | Mary Ayanyan                         |
| 2024 | «Гладиолусы»                                   | неизвестно                           |
| 2024 | «Красавица зима»                               | неизвестно                           |
| 2025 | «Девушки не заграничные» (совместно со Славой) | неизвестно                           |

## Награды
- «Золотой граммофон» (11 декабря 2022) — за песню «Бумеранг» в дуэте с певицей Славой[26].
- Медаль «За труды в культуре и искусстве» (25 марта 2025) — за вклад в развитие отечественной культуры и искусства, многолетнюю плодотворную деятельность[27].